# Lady Franklin Bay
Lady Franklin Bay är en vik i Kanada.   Den ligger i territoriet Nunavut, i den nordöstra delen av landet, 4 000 km norr om huvudstaden Ottawa.